# ستراژسکه
ستراژسکه (به آلمانی: Straschke) یک شهرک در اسلواکی با جمعیت ۴٬۵۵۱ نفر است که در Michalovce District واقع شده‌است.

## نگارخانه

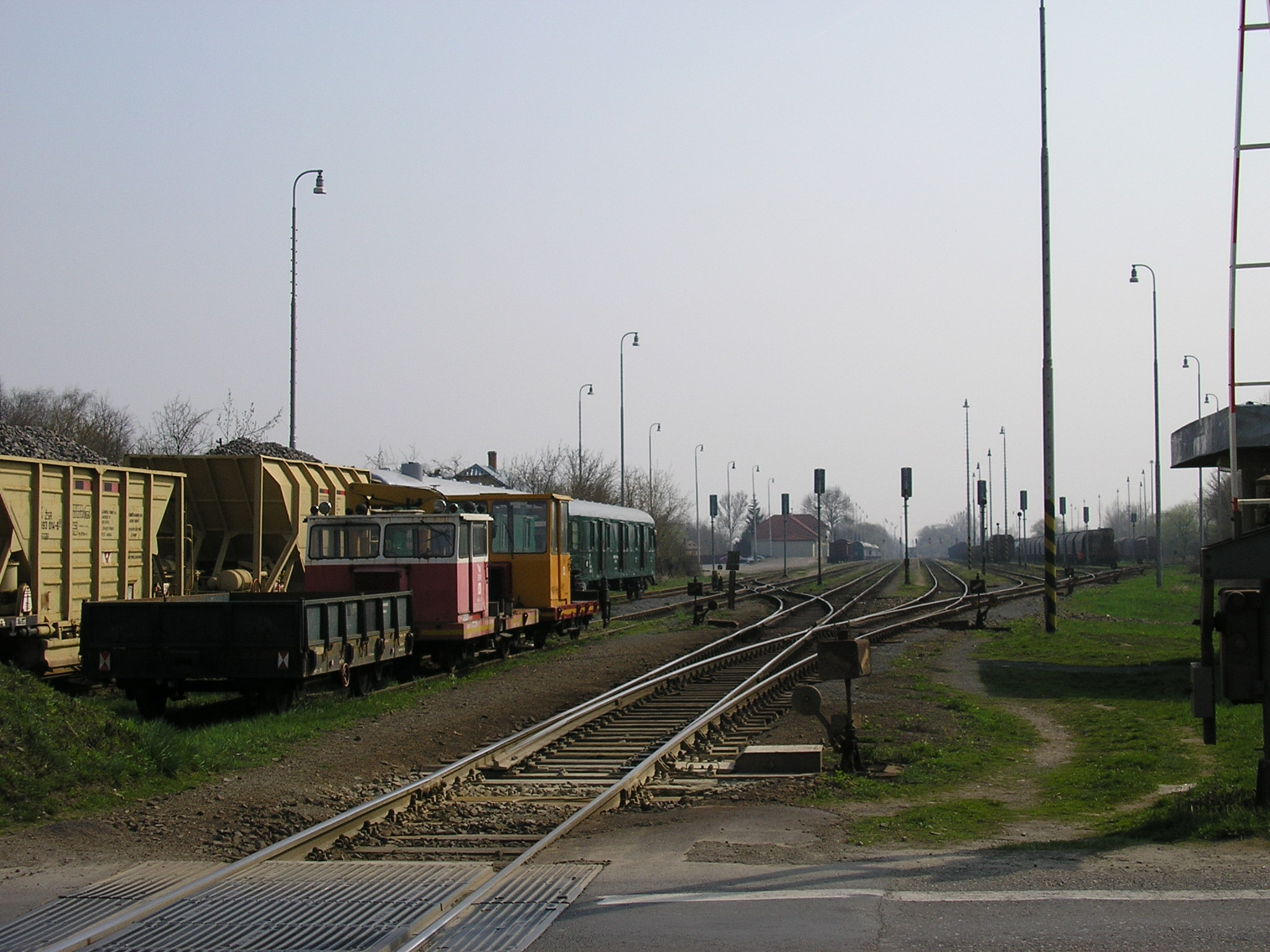
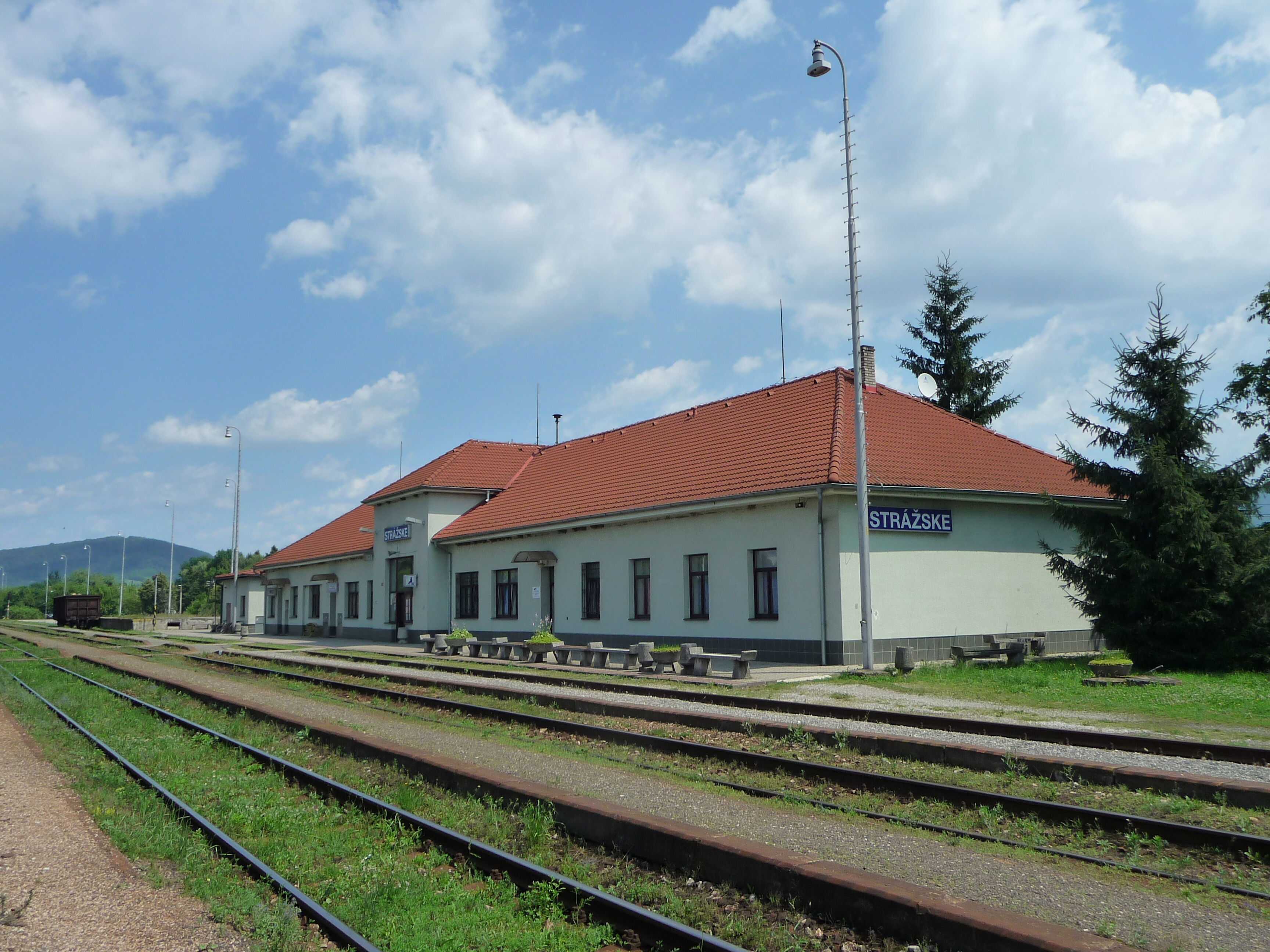